# Herb Myszyńca

Herb Myszyńca używany do 2023 roku.

Herb Myszyńca – jeden z symboli miasta Myszyniec i gminy Myszyniec w postaci herbu.

## Wygląd i symbolika
Herb Gminy Myszyniec stanowi w polu srebrnym jodła zielona z pniem czarnym o czterech korzeniach. 
Symbolika herbu nawiązuje do Puszczy Zielonej, w której leży miasto.

## Historia
Pierwszy herb został zaprojektowany w 1847 roku tj. w okresie zaboru rosyjskiego. Ponieważ obowiązujące przepisy heraldyczne w Polsce nie dopuszczały, aby taki herb mógł być uznany za herb Myszyńca, gmina w 2018 roku rozpoczęła starania o nowy herb. Nowy herb został wprowadzony uchwałą nr XXXVII/406/23 Rady Miejskiej w Myszyńcu z dnia 6 marca 2023 roku. Projekt herbu został stworzony przez heraldyków Kamila Wójcikowskiego i Roberta Fidurę.